# Ewen Montagu
Captain Ewen Edward Samuel Montagu, CBE, QC, DL (* 19. März 1901; † 19. Juli 1985) war ein britischer Richter, Autor und Geheimdienstmitarbeiter.

## Leben
Ewen Montagu war zweiter Sohn von Louis Samuel Montagu, 2. Baron Swaythling und der Gladys Helen Rachel Goldsmid (* 1879). Er besuchte die Westminster School in London. Anschließend arbeitete er im Ersten Weltkrieg als Ausbilder für Maschinengewehrschützen auf einem Stützpunkt der Luftstreitkräfte der United States Navy. Nach dem Krieg studierte er am Trinity College (Cambridge) und der Harvard University, bevor er 1924 seine Zulassung als Anwalt erhielt.
Während des Zweiten Weltkriegs diente Montagu beim Naval Intelligence Department der britischen Admiralität, wo er für die Planung der Operation Mincemeat verantwortlich war, eines der erfolgreichsten im Krieg gegen das deutsche Militär gerichteten Täuschungsmanöver. Für seine Rolle bei der Planung des Täuschungsmanövers wurde ihm der Military Order of the British Empire verliehen. Von 1945 bis 1973 hatte er den Posten des Judge Advocat of the Fleet inne. 1953 schrieb er mit Der Mann, den es nie gab einen sachlichen Bericht über die Operation Mincemeat, der drei Jahre später unter dem gleichen Titel verfilmt wurde. In der Verfilmung spielt Montagu selbst einen Offizier der Royal Air Force, der Montagu (gespielt von Clifton Webb) bei einer Sitzung zurechtweist.
Montagu war von 1954 bis 1962 Präsident der Vereinten Synagoge (United Synagogue) in London und Vizepräsident der Anglo-Jüdischen Vereinigung (Anglo-Jewish Association).
Sein Bruder Ivor Montagu war ein Filmschaffender und Kommunist, dem vorgeworfen wird, Spion für die GRU gewesen zu sein.

## Werke
- Ewen Montagu: The Man Who Never Was: World War II’s Boldest Counter-Intelligence Operation. Bluejacket Books, 2001, ISBN 1-55750-448-2. (ursprünglich erschienen 1953)
- Ewen Montagu: Courage and achievement: three famous stories. Evans Bros, London 1968, ISBN 0-237-35083-1.
- Ewen Montagu: The Archer-Shee case: the case on which Terence Rattigan based The Winslow boy. David & Charles, Newton Abbot 1974, ISBN 0-7153-6774-9.
- Ewen Montagu: Beyond Top Secret U. P. Davies, London 1977, ISBN 0-432-09510-1.

## Rezeption
- Im Film Der Mann, den es nie gab (1956) wurde Montagu von Clifton Webb dargestellt.
- Im Film Die Täuschung (2021) wurde Montagu von Colin Firth dargestellt.

| Personendaten    | Personendaten                                            |
| ---------------- | -------------------------------------------------------- |
| NAME             | Montagu, Ewen                                            |
| ALTERNATIVNAMEN  | Montagu, Captain Ewen Edward Samuel (vollständiger Name) |
| KURZBESCHREIBUNG | britischer Richter, Autor und Geheimdienstmitarbeiter    |
| GEBURTSDATUM     | 19. März 1901                                            |
| STERBEDATUM      | 19. Juli 1985                                            |